# Ihsim
Ihsim (arab. احسم) – miasto w Syrii, w muhafazie Idlib. W 2004 roku liczyło 8570 mieszkańców.